# Juliusz Dąbrowski

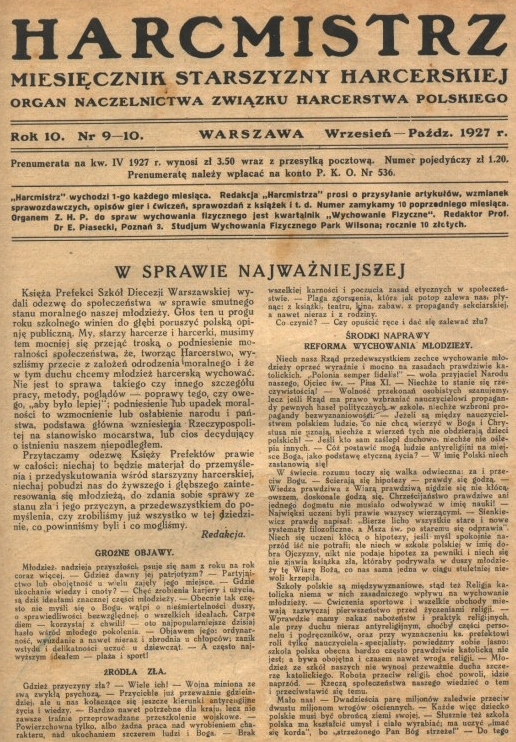
Harcmistrz z 1927

Juliusz Dąbrowski (ur. 12 października 1909 w Krakowie, zm. 2 kwietnia 1940 w Palmirach) – prawnik, instruktor harcerski, harcmistrz.

## Życiorys
Był synem warszawskiego adwokata Jana Dąbrowskiego. Mając 12 lat wstąpił do „20 WDH” (Warszawskiej Drużyny Harcerskiej) w gimnazjum Lorentza. W latach 1922–1924 był uczniem gimnazjum im. Mikołaja Reja i harcerzem „8 WDH” (Warszawskiej Drużyny Harcerskiej). Od 1927 podczas studiów prawniczych na Uniwersytecie Warszawskim był członkiem Związku Niezależnej Młodzieży Socjalistycznej i harcerzem „40 WDH” (Warszawskiej Drużyny Harcerskiej) w stopniu podharcmistrza, z którą był związany do 1939. Był jednym z inicjatorów i pierwszych instruktorów Wydziału Drużyn Szkół Powszechnych Komendy Chorągwi Warszawskiej ZHP, w którym objął komórkę szkolenia kierowników pracy (1923–1933). Prowadził w tym czasie wiele obozów stałych i wędrownych drużyn i kursowych. 10 grudnia 1931 został mianowany harcmistrzem.
Jeden z założycieli i głównych ideologów Koła Instruktorów im. Mieczysława Bema tzw. KIMB-u. W 1933 został zastępcą kierownika Wydziału Drużyn głównego działu programowego w Głównej Kwaterze Harcerzy ZHP. Autor wielu artykułów o aspektach działania harcerstwa w środowisku młodzieży robotniczej, regulaminów nowych sprawności dla starszych chłopców, podręczników „Harce w zimie”, „Gry i zabawy w izbie harcerskiej”. Był także członkiem redakcji „Harcmistrza” – głównego miesięcznika kadry instruktorskiej ZHP. Zajmował się także sprawami zastępów oraz problemami drużyn, o których pisał na łamach czasopisma harcerskiego „Na Tropie”, w latach 1928–1939. Jego idee KIMB-owskie były kontynuowane po wojnie w Ośrodku i Hufcu ZHP w Ursusie.
Był wizytatorem Hufca ZHP Warszawa Mokotów i członkiem komisji prób na stopień podharcmistrza w Komendzie Chorągwi Warszawskiej. W grudniu 1936 był jednym z inicjatorów i organizatorów Zjazdu KIMB z przedstawicielami wielu podstawowych środowisk z ZHP. 10 listopada 1937 został zwolniony z Głównej Kwatery Harcerzy za opublikowanie w prasie opozycyjnej listu otwartego z protestem przeciw przyjęciu przez ZHP delegacji Hitlerjugend. W grudniu 1937 wstąpił z grupa instruktorów z KIMB do Klubu Demokratycznego w Warszawie, a do kwietnia 1939 był członkiem Stronnictwa Demokratycznego.
27 września 1939 wszedł w skład Głównej Kwatery Szarych Szeregów jako jeden z jej założycieli wraz z Aleksandrem Kamińskim, Florianem Marciniakiem i Lechosławem Domańskim. W październiku 1939 współzałożyciel Polskiej Ludowej Akcji Niepodległościowej (PLAN). W styczniu 1940 po aresztowaniu rodziny i aktywu PLAN dla ratowania zakładników dobrowolnie zgłosił się do gestapo. Został rozstrzelany w Palmirach. Spoczywa na cmentarzu w Palmirach, część środkowa cmentarza, kwatera zamordowanych 2 kwietnia 1940.